# カコトック

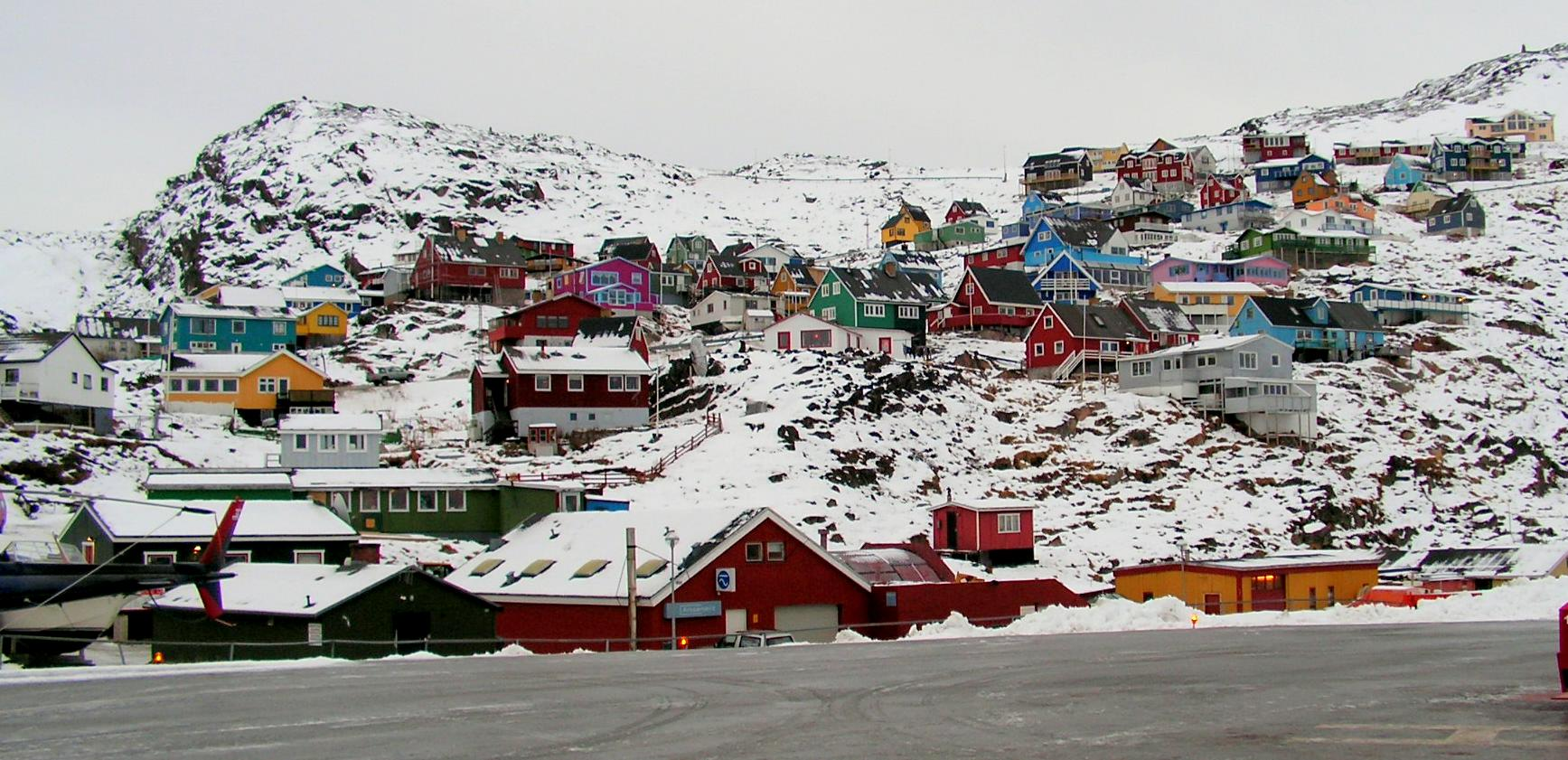
カコトックの街並み

カコトック（グリーンランド語: Qaqortoq /qaqɔt.tɔq/ 発音、1973年まではKakortok）は、グリーンランド南部の町。デンマーク語名はユリアーネホープ（Julianehåb、1948年まではJulianehaab）。カコルトクとも表記される。
人口は3,047人（2024年）と、グリーンランド南部で最も大きな町のひとつである。港があり、漁業などが行われている。カコトックはグリーンランド語で「白いもの」を意味する。カコトックの地方自治体はこの町とカコトック周辺の3つの集落を管轄している。近郊にあるフヴァルセー（Hvalsey）の遺跡は、グリーンランドにおけるノース人の遺跡として知られる。

## 歴史
カコトック周辺は先史時代から人類が居住していた。約4,300年前にサカク文化が始まり、連続的に人類が住み着いた。

### サカク文化
人類がカコトックに居住していた最初の痕跡は、BPにより約4,300年前のものと推定される。サカク時代の居住地はグリーンランドで多数見つかっているが、それらの多くはカコトック周辺に集中している。欠けた石のドリルなどの道具も見つかっている。

### ドーセット文化
約2,800年前にドーセット人がカコトック周辺に到達した。初期のドーセット文化を特徴づける長方形を組み合わせた泥炭住居構造の遺構がカコトック周辺で多く見られる。

### ノース文化
南グリーンランドの歴史は10世紀後半のノース人の到着から始まる。グリーンランドにおけるノース人の遺跡として最もよく知られるフヴァルセー（Hvalsey）の遺跡は、カコトックの北東19キロメートルに位置する。ノース人とトゥーレ人の間では、わずかな貿易が限定的に行われていた。その地域のトゥーレ人居住地で見つかった少数の小説作品や外来品を除いた証拠からは、文化交流が当初は散発的であったと窺える。その後、南グリーンランドのノース人はヨーロッパ向け象牙の主要な供給源として、南部イヌイットとの貿易を始めた。ノース人の時代は15世紀半ばに終焉を迎えるまで、約500年間も続いた。ノース人の記録は、1408年のHvalseyjarfjord教会での結婚式の記録に現れたのが最後となった。

### トゥーレ人
トゥーレ人と呼ばれるトゥーレ文化を持ったイヌイットは、12世紀頃に南部グリーンランドやカコトックの地域にノース人とほぼ同じ時期に到達した。しかし、トゥーレ人とノース人が接触し始めたころの記録はほとんど残っていない。トゥーレ文化は自給自足の生活を特徴としており、彼らの住居地の跡からは住居の遺構や道具が発見されている。

### 植民地化から現在まで
現在の町はデンマーク＝ノルウェーの商人でGeneral Trading Companyの代表アンダース・オルセンにより1774年に造られたものである。デンマーク女王ユリアーネ・マリー・フォン・ブラウンシュヴァイクにちなんで、この町はJulianehaabと命名された（この町の名前は、しばしば"Julianshaab"と誤表記された）。時代によっては、Juliana's Hopeとイギリス風の名前を冠したこともあった。町が発展するにつれてタテゴトアザラシ貿易を担う中心地となり、この地では現在でもアザラシ皮鞣しが盛んである。
2008年12月31日まで、カコトックの自治体の行政の中心地であった。2009年1月1日、カコトックは最大の町およびクヤレック自治体の行政の中心地となり、カコトックの自治体ナルサーク、ナノルタリークは消滅した。

カコトック自治体の地図（2008年まで）

## 観光名所

### 歴史的建造物
カコトック博物館の建物はもともと町の鍛冶屋の店であり、1804年に黄色の石で建築された。カコトックの最古の建物は、1797年建築の黒タール丸太の建物である。この建物はデンマーク王室の建築家Kirkerupにより設計されたもので、デンマークであらかじめ組み立てられたあと、グリーンランドに運ばれて再度組み立てられた。 

### ストーン＆マン
1993年から1994年まで、グリーンランドの芸術家Aka Hoeghは「ストーン＆マン計画」を主宰し、町を露天のアートギャラリーとして設計した。フィンランド、スウェーデン、ノルウェー、アイスランド、グリーンランド、オーランド諸島の18人の芸術家たちが町の岩壁や岩に24種の彫刻を刻んだ。現在、町には40以上の彫刻がある。

### 噴水
1927年に造られたMindebrøndenはグリーンランド最古の噴水であり、この噴水は鯨が噴気孔から潮を吹く姿をかたどっている。シシミウトに噴水ができるまで、グリーンランドで唯一の噴水であった。

## 交通

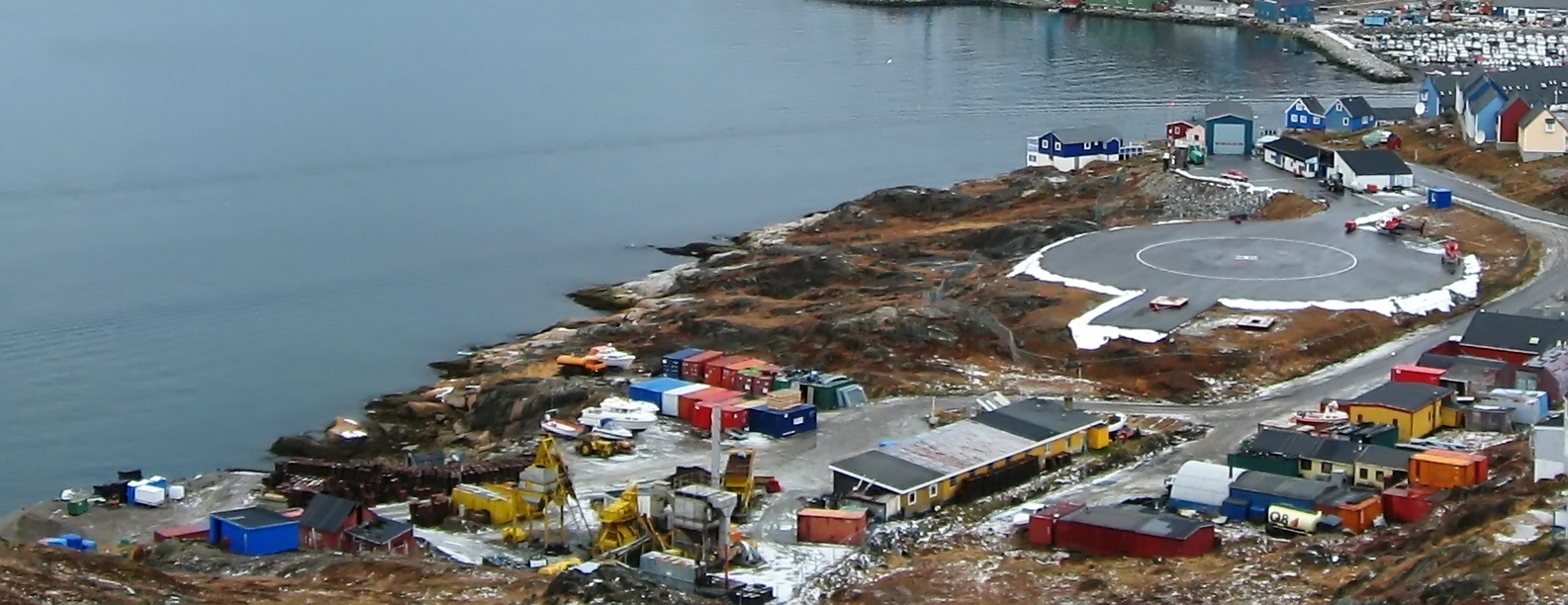
2008年のカコトックヘリポート

### 航空
カコトック・ヘリポートは通年でNarsarsuaq Airportへと運航しており、 間接的にグリーンランド、ヨーロッパを結んでいる。現在、固定翼機用滑走路の建設に関して、査定が進められている。もし建設された場合、 カコトックは北米大陸とヨーロッパ間の航空輸送の中継港となる可能性がある。
この問題は2007年に事前協議され、民主党が進歩党に対して「生態と環境への懸念」を理由に反対した。これとは対照的に、民主党はヨーロッパ大陸への旅客便が発着可能な1,799メートルの滑走路の建設に向けたロビー活動を行っている。一方、進歩党とエア・グリーンランドはアイスランドとカナダ東部向けのより短い1,199メートルの滑走路を支持している。Narsarsuaqから空港への移動にはデンマーク・クローネで9億ほどかかる。現在、Narsarsuaq空港は直接的または間接的に140人を雇用しているため、地元議会は空港閉鎖に伴う雇用への影響を理由にその計画に反対している。
現在、空港として利用できる場所は5か所ある。それらのうち4か所（Prinsessen、Nunarsuatsiaap Kujalequtaa、Munkebugten、Narsaq）は、1,199メートルほどの国内専用の空港である。町の北西NuupilukとMatup Tunuaのみ2,100メートルほどの滑走路を持ち、長距離路線に対応可能となっている。

### 陸路

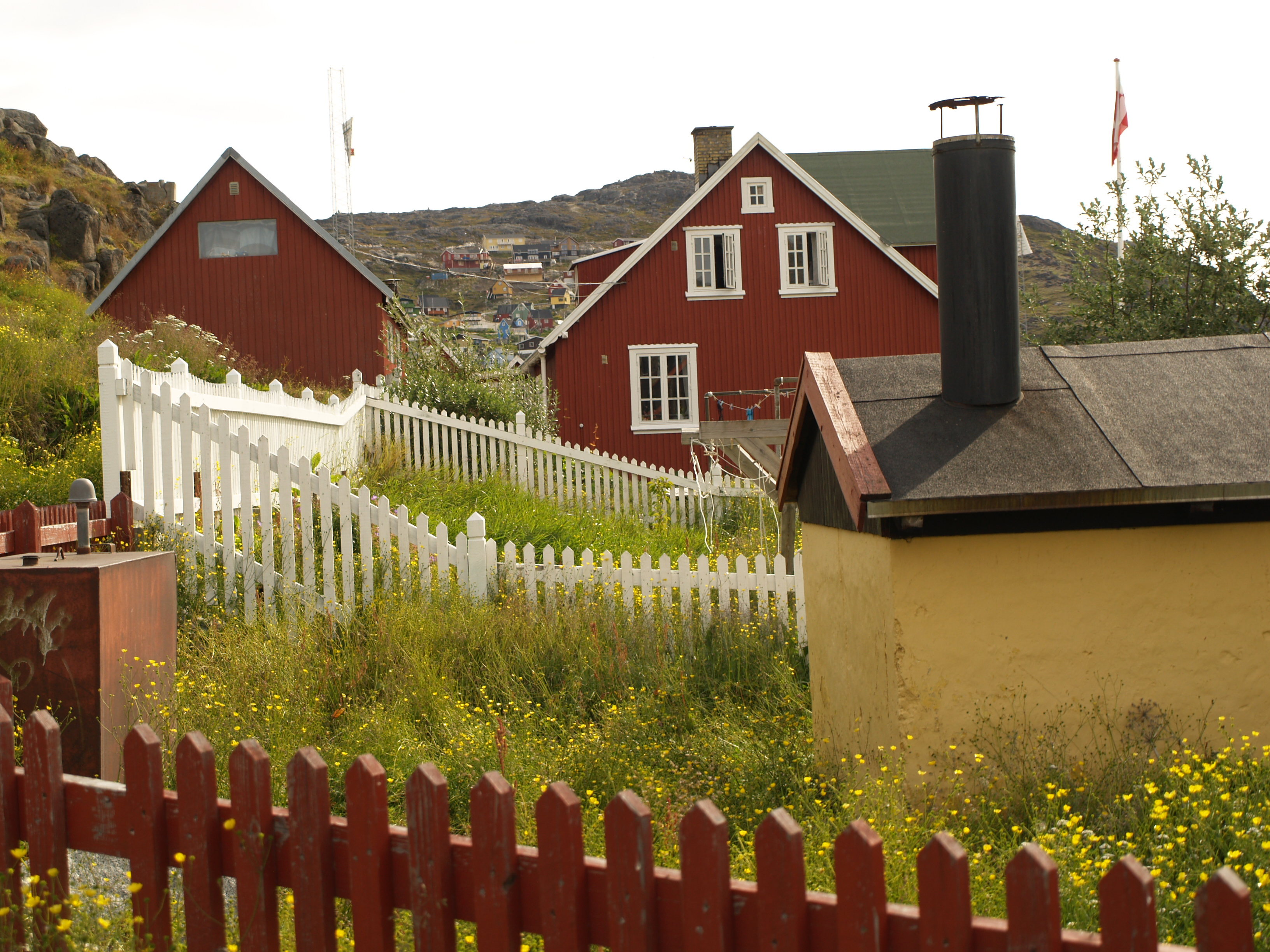
カコトックの夏

グリーンランド全土の特徴でもあるが、カコトックは陸路で他の街と繋がっていない。普段はオフロードの自動車でなければ走行できない路面状況であるが、冬の間はスノーモービルを用いて通行できる。また、ハイキングコースが町から北と西へ続いている。

### 海上
Arctic Umiaqフェリーの港がある。カコトックの港湾局はNuukにあるRoyal Arctic Lineである。深さ50フィートほどで、500フィートの大きさの船までが入港できる。職員は水先案内もするが、タグボートを使わない。

## 経済とインフラ

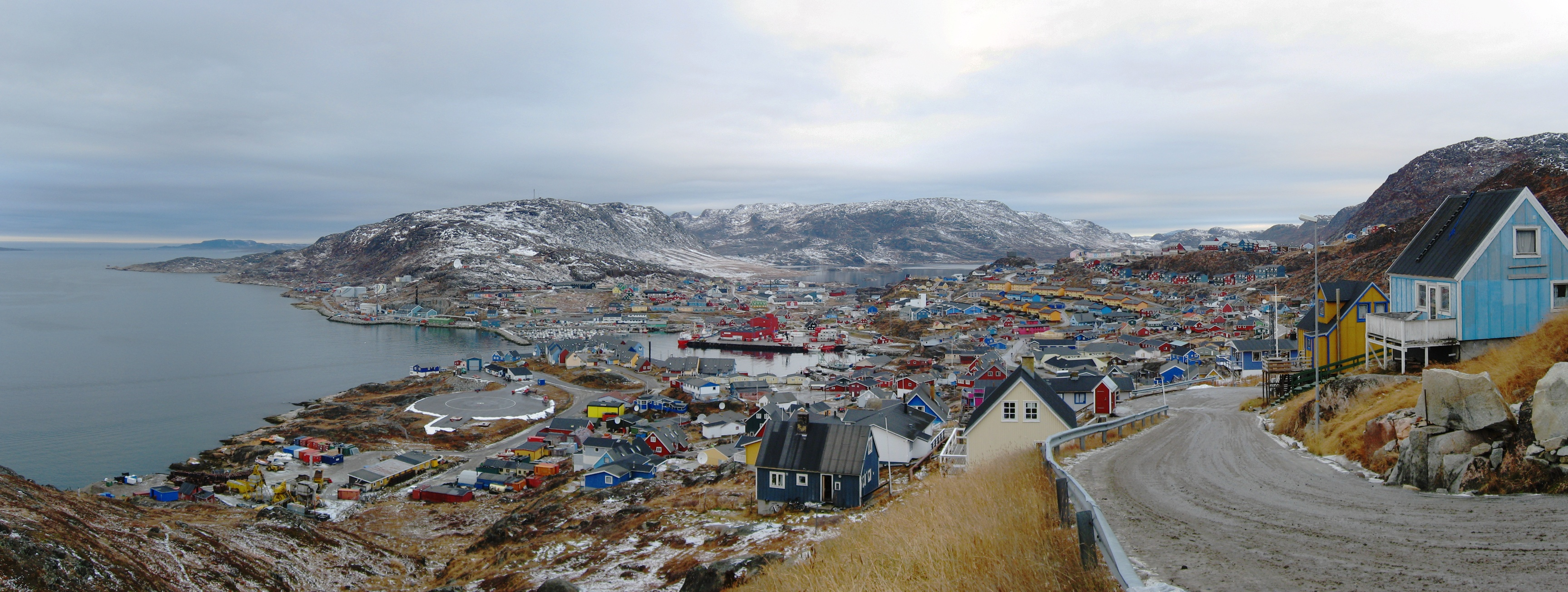
カコトックの秋

カコトックは海港であり、貿易中心地である。魚やエビの加工業、製革業、毛皮の生産、船のメンテナンスや修理はカコトックの重要な産業であるが、経済は主に教育、行政サービスに支えられている。カコトックの主な産業は漁業、サービス業、公共事業である。
地元の自給自足経済は長くRoyal Greenland Trading Departmentに独占され、saddle-back sealによる猟を資源としていた。現在、Great Greenland Furhouseは町の主要企業であり、この島の主要なアザラシの皮の購入者である。これはグリーンランド全体にもいえることであるが、デンマークからの投資に大きく依存している。輸出額のうち、70.1%がデンマーク市場向けのものである。

### 雇用
グリーンランド全体と同様に、カコトックの失業率は依然として高い。2010年には、2009年比約1.2％増の10.4％であった。同時期のグリーンランド外生まれの労働者の失業率は、就業適齢人口の0.1%であった。

### エネルギー
カコトックの電力はすべて官有企業Nukissiorfiitによって供給されている。2007年から、カコトックは70 kVの電源ライン70 kVの電源ラインで主にQorlortorsuaq Damから電力を得ている。以前まで町の電力は、いわゆる"bunker fuel generators"によって供給されており、3つのディーゼル船舶エンジンが使われていた。

### 教育
カコトックは南グリーンランドの教育中心地であり、小学校、中学校、高校がある。a folk high schoolは1977年に労働者の大学（Sulisartut Højskoliat）として始まった。商学部と基礎的専門学校がある。

### 医療
カコトックにはNapparsimavik Hospital（正式名称はNapparsimavik Qaqortoq Sygehus）がある。同病院は南グリーンランドの中心的な病院である。59人のスタッフを抱えており、18床を有する。カコトック地区のEqalugaarsuit、Saarloq、カッシミウトの3つの村もまた、同病院の医療地区である。緊急時、これらの村は海上を経由するなどして医療搬送が行われる。2010年の夏の間、 病院ではグリーンランド産の野菜ばかりを使っていた。

### 観光
観光は町の経済に大きな影響力を持っている。The Qaqortoq Tourist Service – Greenland Sagalands – が観光局である。観光客の約3分の2（65.5%）は、デンマーク人である。Qaqortoq Hostelを含むいくつかの宿泊施設がある。カコトック博物館は、英語、デンマーク語、グリーンランド語でのサービスを提供している。The Great Greenland Furhouseは人気の観光地である。観光客はカヤック、ガイド付きハイキング、ホエールウォッチング、クロスカントリースキー、ボートなどを一年中楽しむことができる。近年の調査によれば、町に一晩滞在した観光客の平均は1年で1,700人であり、観光収入が減少している。

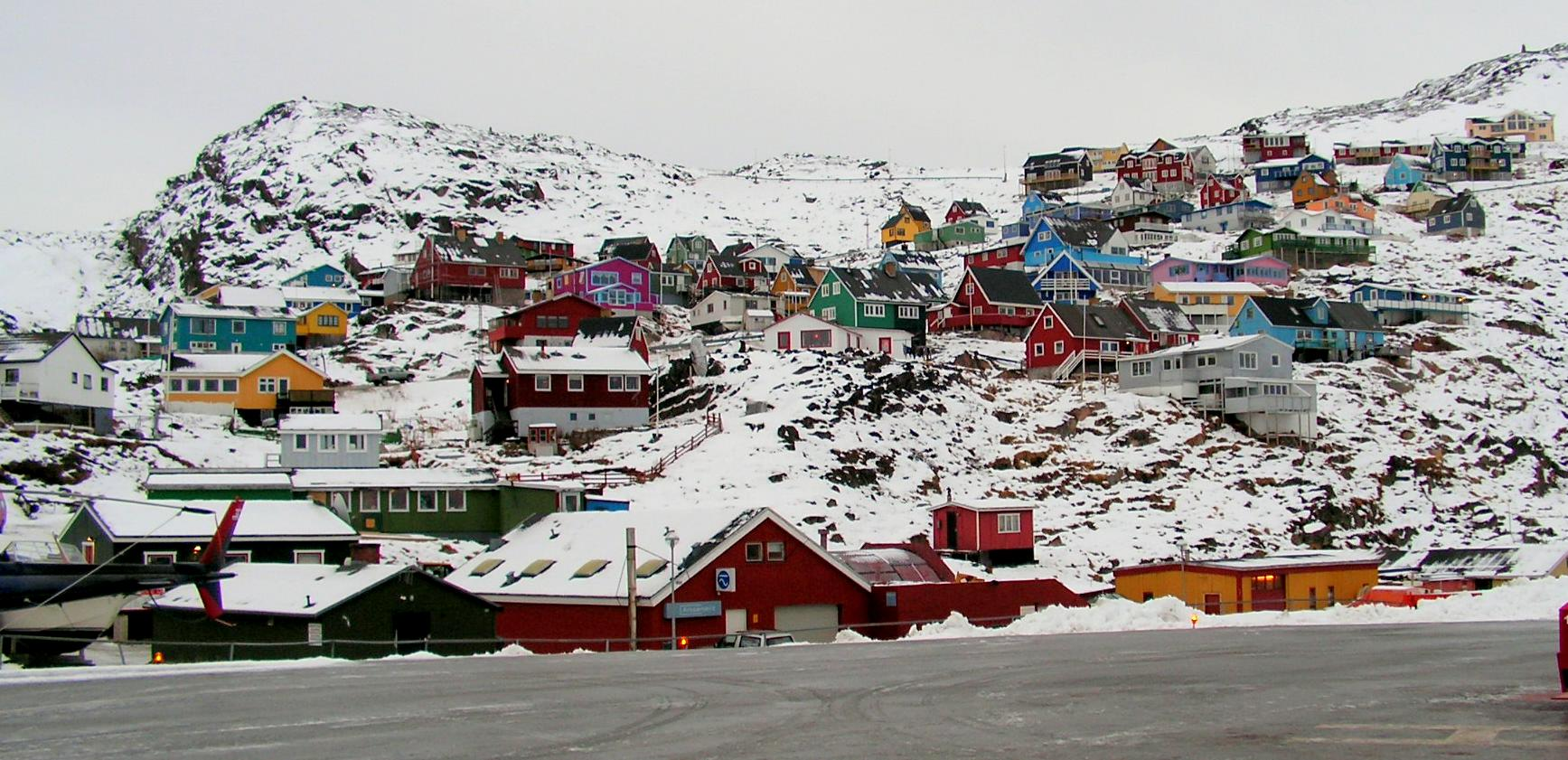
冬のカコトック

## 地理
ラブラドル海に面したカコトックフィヨルドに位置し、座標は約北緯60度43分20秒 西経46度02分25秒 / 北緯60.72222度 西経46.04028度。

## 気候
南部の沿岸部に位置するために、グリーンランドの中では温暖である。
| カコトック(1991–2020)の気候 | カコトック(1991–2020)の気候 | カコトック(1991–2020)の気候 | カコトック(1991–2020)の気候 | カコトック(1991–2020)の気候 | カコトック(1991–2020)の気候 | カコトック(1991–2020)の気候 | カコトック(1991–2020)の気候 | カコトック(1991–2020)の気候 | カコトック(1991–2020)の気候 | カコトック(1991–2020)の気候 | カコトック(1991–2020)の気候 | カコトック(1991–2020)の気候 | カコトック(1991–2020)の気候 |
| 月                          | 1月                         | 2月                         | 3月                         | 4月                         | 5月                         | 6月                         | 7月                         | 8月                         | 9月                         | 10月                        | 11月                        | 12月                        | 年                          |
| --------------------------- | --------------------------- | --------------------------- | --------------------------- | --------------------------- | --------------------------- | --------------------------- | --------------------------- | --------------------------- | --------------------------- | --------------------------- | --------------------------- | --------------------------- | --------------------------- |
| 最高気温記録 °C （°F）      | 12.1 (53.8)                 | 12.0 (53.6)                 | 12.5 (54.5)                 | 14.0 (57.2)                 | 21.8 (71.2)                 | 19.9 (67.8)                 | 21.7 (71.1)                 | 26.3 (79.3)                 | 19.6 (67.3)                 | 17.8 (64)                   | 13.7 (56.7)                 | 13.0 (55.4)                 | 26.3 (79.3)                 |
| 平均最高気温 °C （°F）      | −1.8 (28.8)                 | −2.3 (27.9)                 | −0.6 (30.9)                 | 3.9 (39)                    | 7.3 (45.1)                  | 10.3 (50.5)                 | 12.3 (54.1)                 | 11.9 (53.4)                 | 9.2 (48.6)                  | 5.2 (41.4)                  | 1.2 (34.2)                  | −1.2 (29.8)                 | 4.6 (40.3)                  |
| 日平均気温 °C （°F）        | −4.8 (23.4)                 | −5.5 (22.1)                 | −4.1 (24.6)                 | 0.4 (32.7)                  | 3.5 (38.3)                  | 6.2 (43.2)                  | 8.0 (46.4)                  | 8.2 (46.8)                  | 6.0 (42.8)                  | 2.3 (36.1)                  | −1.5 (29.3)                 | −3.8 (25.2)                 | 1.2 (34.2)                  |
| 平均最低気温 °C （°F）      | −7.5 (18.5)                 | −8.2 (17.2)                 | −6.7 (19.9)                 | −2.2 (28)                   | 0.8 (33.4)                  | 3.3 (37.9)                  | 5.2 (41.4)                  | 5.9 (42.6)                  | 3.9 (39)                    | 0.4 (32.7)                  | −3.6 (25.5)                 | −6.4 (20.5)                 | −1.3 (29.7)                 |
| 最低気温記録 °C （°F）      | −30.0 (−22)                 | −30.2 (−22.4)               | −26.0 (−14.8)               | −16.4 (2.5)                 | −12.8 (9)                   | −5.6 (21.9)                 | −1.5 (29.3)                 | −5.0 (23)                   | −5.0 (23)                   | −10.0 (14)                  | −16.2 (2.8)                 | −20.6 (−5.1)                | −30.2 (−22.4)               |
| [ 要出典 ]                  |                             |                             |                             |                             |                             |                             |                             |                             |                             |                             |                             |                             |                             |

## 人口統計
2024年時点で人口は3,047人で、カコトックはクヤレック自治体で最大の町である。2013年時点では3,229人の人口を数え、1995年とほぼ同水準にあった。カコトックのグリーンランド原住民の間には男女間の不均衡が存在せず、唯一の不均衡と呼べるのが男性の5人に3人がグリーンランドの外で生まれた住民であった。グリーンランドの外で生まれた住民は1991年の20％から減少したが、2001年に9％弱を占め、2011年には10％を占めた。

## 姉妹都市
- デンマーク、オーフス